# William Peden
William John Peden, dit « Torchy » (né le 16 avril 1906 à Victoria en Colombie-Britannique et mort le 26 janvier 1980 à Northbrook dans l'Illinois) est un coureur cycliste canadien. 
Spécialiste des six jours, il a remporté 38 compétitions entre 1931 et 1942. Il détient à cette époque et jusqu'au années 1960 le record de victoires dans ce type de compétition. Son surnom Torchy a été donné par un journaliste canadien, le décrivant comme le "Big Bill" avec une torche de cheveux coloré au vent. Son frère Douglas a également été coureur professionnel et a remporté avec lui six courses de six jours. Un autre frère Sandy a été aussi coureur cycliste.
Il a été intronisé au Panthéon des sports canadiens en 1955, au Panthéon des sports de la Colombie-Britannique (en) en 1966 et au Panthéon des sports de Victoria en 1991.

## Biographie
William Peden voit le jour au Canada, son père est un écossais, né à Edimbourg, et sa mère d'origine Islandaise. Il est le premier des 6 enfants, grandit à Victoria en Colombie-Britannique. Il joue au tennis et au rugby et est un bon nageur. Peden commence à courir en 1925, tout en travaillant pour une société d'exploitation forestière, il commence à s'entraîner intensément avec l'espoir d'atteindre les prochains Jeux Olympiques.  En 1926, il gagne le 200 yards des championnats amateurs canadiens à Toronto et se qualifie pour les Jeux olympiques d'été de 1928. Il joue de malchance, cependant, avec deux pneus crevés, il se classe à la 27e place dans le contre la montre. Cruellement déçu par sa performance médiocre, Peden décide de rester en Europe, et de se racheter et de courir à Varsovie, Londres, Paris et Berlin. Il a battu les meilleurs cyclistes au monde lors de courses prestigieuses en France, en Pologne, en Angleterre et en Écosse, battant de nombreux records. 
Il retourne au Canada en 1929 et domine les championnats canadiens indoor à Montréal, remportant cinq titres et quatre records. Il devient professionnel en juin, court ses premiers six jours, en octobre au Forum de Montréal, avec Bill « King » Coles et finissent second, puis à Toronto. Il devient rapidement l'un des principaux cycliste canadien, sous les couleurs de Willie Spencer. Willie Spencer offre des contrats et des primes en espèces, pour courir pour lui plutôt que pour Chapman, organisateur des courses et aussi l'employeur des coureurs. Il obtient la signature de vingt des meilleurs cyclistes des États-Unis, qui, comme lui, avait vécu avec le traitement accordé par Chapman. En tout, Willie Spencer attire un tiers des coureurs loin de la National Cycling Association de Chapman, y compris les meilleurs coureurs américains Jimmy et Bobby Walthour ; « Les Outlaws » (hors la loi) de Willie , comme les nomme la presse américaine, sont conduits par Torchy Peden. Chapman, qui contrôle la plupart des installations de course américaines, riposte en interdisant aux coureurs de Willie Spencer de courir sur ses sites, y compris le Madison Square Garden. Peden n'y revient qu'en mars 1934.
En 1929, Peden a découvert et développé une passion durable pour les courses de six jours, un événement au cours duquel des équipes de deux coureurs se relaient autour d'une piste intérieure pour six jours consécutifs, sur une distance de plus de 2.000 miles. Au plus fort des années de dépression, la course de six jours a été l'une des formes les plus populaires de divertissement car les billets ne coûtaient pas chers et les clients peuvent rester toute la journée (ou nuit) s'ils le souhaitaient. Les cyclistes voulaient captiver l'auditoire, prendre de la vitesse et essayer de gagner des tours quand la foule était plus nombreuse. Torchy était connu pour ses pitreries. Il apparaissait vêtu d'une tenue loufoque, il volait les chapeaux et les foulards des spectateurs et roulait quelques tours avant de les rendre. En 1933, le Chicago Tribune, annonce même son mariage avec Fern Andra aussitôt démenti par la "comtesse". Peden coache l'équipe canadienne durant les Jeux olympiques de 1932 et les Jeux de Berlin en 1936.
Peden a été l'une des plus grandes stars des six jours, non seulement pour sa mise en scène, mais aussi pour son record incroyable de victoires. Dans ses quatre premières années sur le circuit professionnel, le Babe Ruth du Vélo, selon le New York Times,  a remporté 24 des 48 courses auxquelles il a participé. Entre 1929 et 1948, il a participé à 148 courses de six jours et recueilli 38 victoires. Les cyclistes étaient parmi les athlètes les mieux payés, et Torchy a été connu pour avoir gagné jusqu'à 50.000 $ en un an. Il s'est associé avec divers cyclistes de tous les coins du globe tout au long de sa carrière, mais ses victoires les plus mémorables étaient celles qu'il a obtenues avec son frère Doug, un athlète aussi talentueux. 
Après sa retraite sportive en 1948, Peden a dirigé une piste de stock-car en Pennsylvanie, puis travaillé comme représentant de CCM (hockey) à Clear Lake (Iowa), puis à Northbrook (Illinois) en 1963, mettant au point les patins pour les proches de Bobby Hull et Stan Mikita. Président du Northbrook Cycle Committee jusqu'à la fin de ses jours.

## Palmarès
- 1931 : Minneapolis (avec Jules Audy), Portland (avec Mike Defilippo), Montréal (deux éditions avec Henri Lepage)[11], record du mile à la vitesse de 118,3 km/h
- 1932 : Atlantic City (avec Franco Giorgetti), Milwaukee (avec Gus Rys), Minneapolis, Montréal (avec Jules Audy)[12], Chicago (avec Jules Audy), New York (avec Fred Spencer), Montréal, Toronto (avec Reginald Fielding), Milwaukee (avec Godfrey Parrott), New York (avec Reginald McNamara)
- 1933 : Détroit (avec Stanley James Jackson), New York (avec Alfred Letourneur)[13], Saint-Louis, Minneapolis (avec Henri Lepage),
- 1934 : Chicago (avec Tony Shaller), Cleveland (avec Freddy Zäch), Milwaukee (deux éditions, avec Jules Audy et Henri Lepage), Montréal, Toronto, Pittsburgh (avec Jules Audy), Détroit (avec Frank Bartell), Buffalo (avec Freddy Ottevaire),
- 1935 : Kansas City (avec Piet van Kempen), Toronto (avec Alfred Crossley),
- 1937 : Louisville (avec Jules Audy), Buffalo, Toronto (avec Doug Peden)
- 1938 : San Francisco, Montréal (avec Doug Peden)
- 1939 : Chicago, New York (avec Doug Peden)
- 1940 : Chicago (avec Cecil Yates), Washington (avec Cesare Moretti Jr.)
- 1942 : Montréal (avec Charles Bergna)